# الخواتم (فلم)
الخواتم (بالإنجليزية: Rings) ، هي فيلم أمريكي من نوع مرعب، أنتجت عام 2005م، وهي تعد أقصر أفلام الرعب في سلسلة أفلام الخواتم.

## وصلات خارجية
- the Cursed Video Network - Contains the cursed videos of the Ring cycle and their scene-by-scene analyses, as well as lots of other useful information.
- She Is Here - The DreamWorks viral marketing site, now run by fans of the franchise.
- الخواتم على موقع IMDb (الإنجليزية)
- الخواتم على موقع روتن توميتوز (الإنجليزية)
- الخواتم على موقع قاعدة بيانات الفيلم (الإنجليزية)
- الخواتم على موقع ليتربوكسد (الإنجليزية)
- الخواتم على موقع كينوبويسك (الروسية)